# مومیایی (فیلم ۲۰۲۶)
مومیایی یک فیلم ترسناک فراطبیعی رو به اکران به نویسندگی و کارگردانی لی کرونین است. این فیلم توسط جیسون بلام و جیمز وان به ترتیب تحت بنرهای بلوم‌هاوس پروداکشنز و اتومیک مانستر آن‌ها در کنار شرکت سازنده کرونین داپل‌گنگرِز تولید خواهد شد. جک رینور و لایا کوستا بازیگران فیلم هستند.
مومیایی قرار است توسط نیو لاین سینما در ۱۷ آوریل ۲۰۲۶ در ایالات متحده به نمایش درآید، و این اولین فیلم در فرنچایز مومیایی به‌شمار می‌رود که توسط یونیورسال پیکچرز توزیع نمی‌شود.